# Pélops
Pour les articles homonymes, voir Pélops (homonymie).
Dans la mythologie grecque, Pélops (en grec ancien Πέλοψ / Pélops, étymologie obscure), fils de Tantale et Dioné (ou d'Euryanassa selon les auteurs), est l'ancêtre des Atrides à Mycènes et donna son nom au Péloponnèse. Il fut aussi l'éromène de Poséidon. Il est principalement connu dans l'Antiquité pour l'épreuve de course de chars qu'il remporte contre le roi de Pise Œnomaos afin d'obtenir la main de sa fille Hippodamie.

## Étymologie
Πέλοψ est un héronyme grec attesté dès l'époque archaïque : ses premières occurrences sont littéraires et se trouvent dans l'Iliade ; Homère l'y mentionne deux fois, au chant II, à propos de la transmission du sceptre d'Agamemnon,. Les auteurs modernes associent Πέλοψ à la racine πελ- / pel-, variante de πολ- / pol-, attestée par des mots tels que πέλεια, πελιός, πελιδνός et πελλός. Pour la majorité des auteurs modernes, Pélops est dérivé de l'adjectif πελιός (« livide, plombé, sombre »), ; et -oψ est un suffixe ou un nom.

## Mythe antique

### Enfance et banquet de Tantale
Pélops est un étranger venu d'Asie, soit Phrygie, soit de Lydie voire de Paphlagonie.
Selon Ovide, Pélops fut tué dans son enfance par son père Tantale, qui le servit aux dieux lors d'un banquet pour tester leur omniscience. Les dieux comprirent la supercherie et ramenèrent Pélops à la vie. Ils lui donnèrent une épaule en ivoire pour remplacer celle que Déméter, la seule divinité qui n'avait pas reconnu sa nourriture, avait mangée. Certaines traditions affirment que les descendants de Pélops avaient tous gardé une marque blanche sur l'épaule depuis cet épisode.

### Enlèvement par Poséidon
Ce fut à la suite de cette résurrection que, selon la première Olympique de Pindare, le dieu Poséidon tomba amoureux de l'adolescent et l'enleva afin d'en faire son amant et son échanson, comme plus tard Zeus le fit avec le jeune Ganymède. Cependant, Pélops repartit sur terre sur ordre de Zeus à la suite du crime de son père Tantale. C'est ainsi que Pélops se rendit en Grèce où il fit la rencontre d'Hippodamie, sa future épouse.

### Course de chars à Pisa et mariage avec Hippodamie
Pélops obtint la main d'Hippodamie dans une célèbre course de char contre le père de celle-ci, Œnomaos, fils d'Arès et roi de Pise en Élide. Ce roi refusait d'accorder la main de sa fille à quiconque ne l'aurait pas d'abord vaincu dans une course de chars, et il avait l'habitude de tuer les prétendants qui perdaient contre lui. Or il remportait systématiquement la course grâce à des juments d'origine divine Phylla et Harpinna que lui avait offertes son père Arès.
Sur la façon dont Pélops remporta la course, les versions divergent. Dans la première Olympique de Pindare, Pélops gagne de façon honnête, grâce aux chevaux ailés Scyphus et Arion que lui offre son ancien amant Poséidon. Une autre version est cependant connue par plusieurs auteurs antiques : Pélops soudoya Myrtilos, l'écuyer d'Œnomaos, pour qu'il sabote le char de son maître en en retirant une pièce ou en la remplaçant par une pièce modelée en cire qui fondit et se désagrégea pendant l'épreuve. Le char se disloqua et le roi mourut traîné par ses chevaux.
Par la suite, Pélops tua Myrtilos pour éviter de payer le prix de sa traîtrise, soit la moitié du royaume de son maître et une nuit avec Hippodamie qu'il convoitait depuis longtemps. En mourant, Myrtilos maudit Pélops et ses descendants. On attribua à cette malédiction les malheurs de la maison d'Atrée, le fils de Pélops.

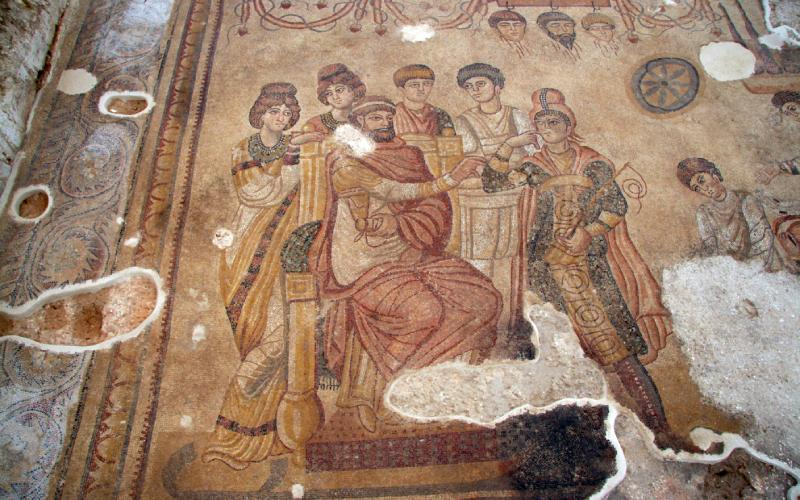
Rencontre entre Œnomaos et Pélops ; mosaïque romaine de Noheda (4e s.).
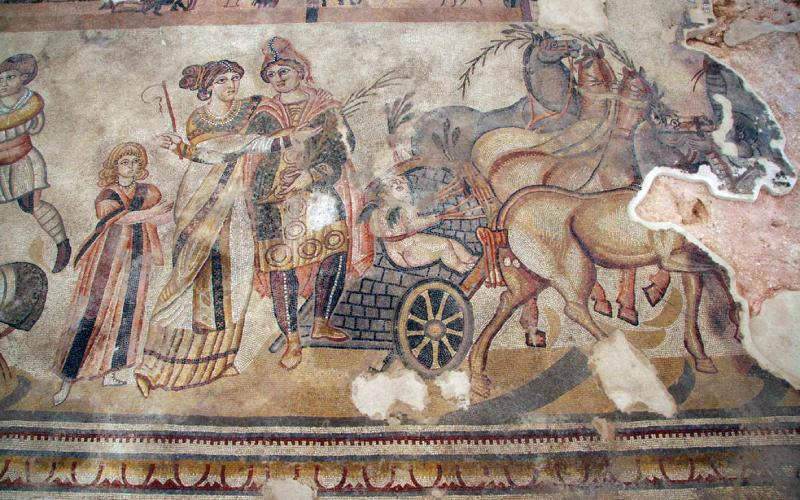
Pélops et Hippodamie, sur la même mosaïque.

### Descendance
Hippodamie donna à Pélops de nombreux enfants. Une scolie à l'Oreste d'Euripide leur attribue douze fils et trois filles. Au nombre de ces enfants figurent notamment Atrée,,, ; Thyeste,,, ; Pitthée,,, ; Alcyone, Trézène, Sicyon, Sciron, Coprée, Cléoné, Eurydice et Eurymède. Les autres fils de Pélops et Hippodamie sont Alcathoos, ; Dias ; et Pélops le jeune.
Les trois filles de Pélops et d'Hippodamie sont Astydamie, Lysidicé et Nicippé.
Plisthène est soit un fils de Pélops et Hippodamie, soit un fils illégitime de Pélops soit le fils d'Atrée et d'une fille de Dias.
Pélops avait un autre fils, Chrysippe, qui n'était pas né d'Hippodamie mais d'une précédente union, soit avec la nymphe Danaïs, soit avec une mortelle nommée Axioché.

### Assassinat de Chrysippos et exil d'Hippodamie
Atrée et Thyeste, parfois à l'instigation d'Hippodamie, assassinèrent Chrysippos par jalousie envers ce fils que Pélops favorisait. Pélops exila alors Hippodamie et ses enfants, qui se répandirent un peu partout dans le Péloponnèse.

## Culte héroïque à Olympie
Le Pélopion, tombeau présumé de Pélops, est construit à Olympie, en Élide, vers la fin du IIe millénaire av. J.-C.. Il est le lieu d'un culte héroïque grec en l'honneur de Pélops. 

## Pélops dans la philosophie antique
Le philosophe grec Platon, dans son dialogue philosophique le Cratyle, donne le nom de Pélops comme dérivant de πέλας / pélas, qui signifie « près » en grec ancien, et de ὄψ / óps, qui signifie « vue, œil » en grec ancien, parce qu’il n’a pas anticipé, n’a pas pu percevoir que la mort de Myrtilos porterait malheur à sa descendance. Cette étymologie est considérée comme fantaisiste par les linguistes.

## Arts figurés antiques

### Fronton est du temple de Zeus à Olympie
Le fronton est du Temple de Zeus à Olympie, sculpté au milieu du Ve siècle av. J.-C., représente en bas-reliefs Pélops, Hippodamie, Œnomaos et peut-être Myrtilos, sans doute peu avant le départ de la course. Zeus, représenté aux côtés de Pélops, semble surveiller l'épreuve. Aux deux extrémités du fronton sont représentés les dieux-fleuves Alphée et Cladéos. La plupart des fragments du fronton sont parvenus jusqu'à nous, quoique l'ordre dans lequel sont disposés les personnages soit encore sujet à des interprétations divergentes.

### Céramique grecque

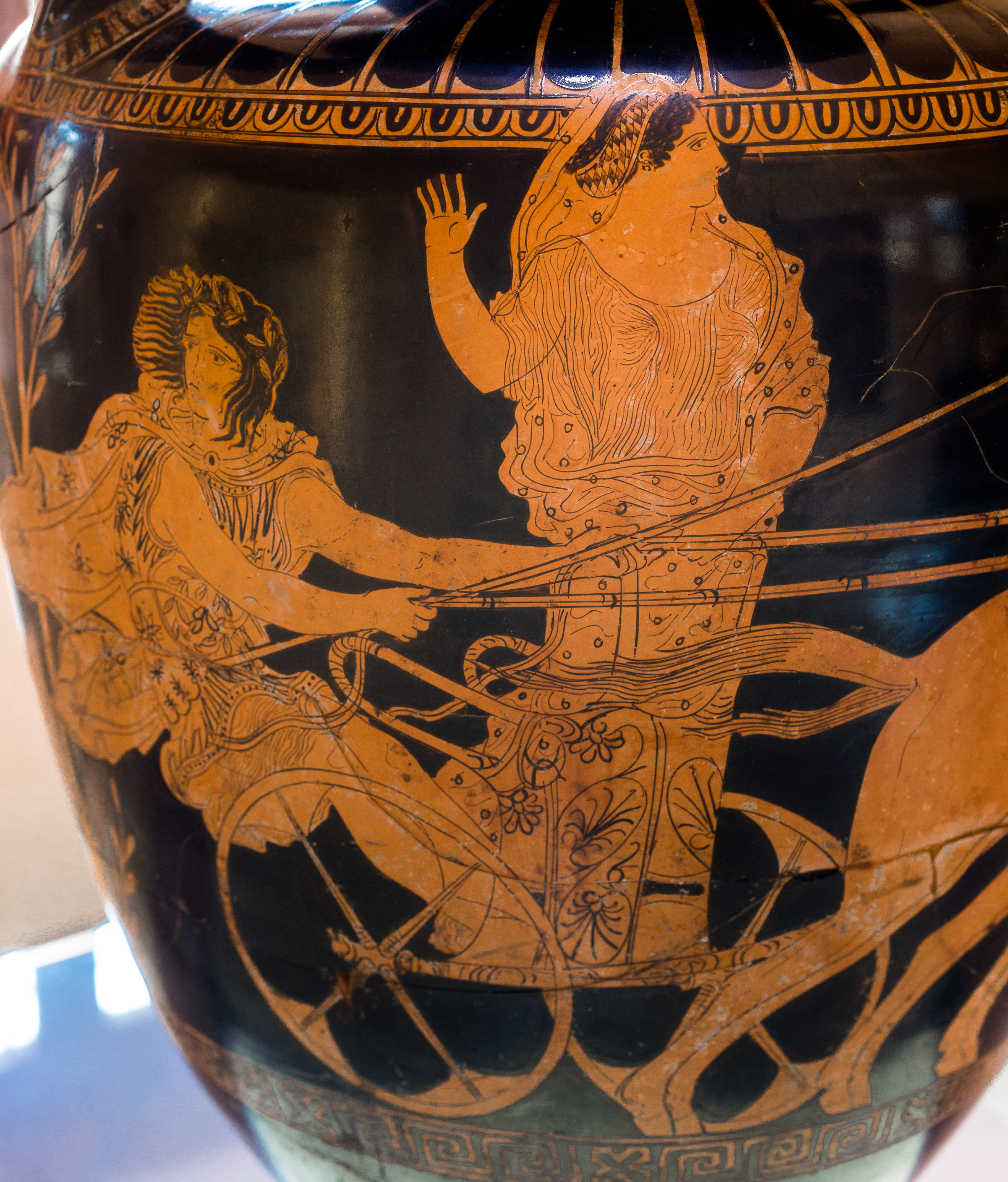
Pélops et Hippodamie sur le char pendant la course. Scène peinte sur une amphore à col attique attribuée au Peintre de Dinos. Vers 420-410 av. J.-C. Arezzo, Musée archéologique national.

La céramique attique du Ve siècle, et surtout la céramique italiote du IVe siècle av. J.-C., représente régulièrement Pélops en privilégiant nettement les scènes liées à sa course de chars contre Œnomaos.

### Mosaïque romaine
Ce mythe apparaît sur l'immense mosaïque du triclinium de la villa romaine de Noheda localisée près de Villar de Domingo García en Espagne.

## Postérité après l'Antiquité

### Musique
Le compositeur tchèque Jaroslav Vrchlický a composé une trilogie Hippodamie composée de trois mélodrames en quatre actes chacun : Námluvy Pelopovy (La Séduction entreprise par Pélops) en 1888-1889, Smír Tantalův (L'Expiation de Tantale) en 1890, et Smrt Hippodamie (La Mort d'Hippodamie) en 1891. Les mélodrames incluent un livret de Jaroslav Vrchlický.

### Télévision
Dans la série télévisée américaine de science-fiction Stargate SG-1, l'épisode 6 de la saison 1, Les Désignés, montre une planète similaire à la culture de la Grèce antique dont les habitants vénèrent Pélops comme un dieu alors qu'il s'agit d'un Goa'uld (représentant d'un peuple extra-terrestre maléfique) déguisé.

### Jeux  vidéo
Le jeu vidéo Empire Earth, édité par Sierra Entertainment et développé par Stainless Steel Studios en 2001, met en scène Pélops comme héros du second épisode de la campagne grecque. Il doit mener ses fils et son peuple vers le futur Péloponnèse.